# تاريخ البوشناق
البوشناق هم مجموعة عرقية سلافية جنوبية ذات غالبية مسلمة وهم أصليون لمنطقة البوسنة ومنطقة السنجق تمت استعادة مصطلح "البوشناق" في عام 1993 بعد عقود من القمع في جمهورية يوغوسلافيا الاشتراكية الاتحادية واعتمدت الجمعية البوسنية هذا المصطلح العرقي ليحل محل "مسلمي البوسنة" ويعتقد العلماء أن هذه الخطوة كانت جزئياً مستندة إلى الرغبة في التمييز بين البوسنيين والمصطلح الملفق والمفروض عليهم وهو "مسلم" لوصف جنسيتهم في يوغوسلافيا السابقة و يؤكد هؤلاء العلماء أن البوشناق يمكن تمييزهم عن المجموعات المماثلة (مثل الكروات والصرب) بسبب الهوية الجماعية القائمة على البيئة المشتركة والممارسات والخبرات الثقافية.

## عصور ما قبل التاريخ
يمكن تتبع جذور البوسنيين قبل السلاف إلى مستوطنو العصر الحجري القديم والعصر الحجري الحديث الذين أصبحوا الهنود الأوربيون البدائيون خلال العصر البرونزي. وصل الإيليريون الذين يتحدثون اللغات الهندية الأوربية إلى غرب البلقان في حوالي عام 2000 قبل الميلاد وغزوا الثقافات الأوروبية القديمة مثل ثقافة بوتمير القريبة من سراييفو في الوقت الحاضر على الرغم من وصول الكلتيين إلى شمال شرق البوسنة والهرسك الحالية في القرنين الرابع والثالث قبل الميلاد، إلا أن الإيليريين ظلوا المجموعة المهيمنة حتى وصول الرومان.
احتلت روما على إيليريا بعد سلسلة من الحروب وانتهت بسحق التمرد القبلي في وسط البوسنة الحالية حوالي عام 9 ميلادي واستقر المستوطنون الناطقون باللاتينية من جميع أنحاء الإمبراطورية بين الإيليريين في ذلك الوقت وشملت مقاطعة دالماتيا الرومانية الهرسك ومعظم البوسنة وشريط من شمال البوسنة جنوب نهر سافا والذي كان جزءًا من مقاطعة بانونيا، الفلاشا وهم شعب بدوي منتشر في جميع أنحاء البلقان كانوا يتحدثون لغة مشتقة من اللاتينية وكانوا ذرية المستوطنين الرومان والشعوب الأصلية الرومانية لكن لم يعد عددهم كبيرًا حيث تم استيعابهم في المجموعات العرقية الرئيسية الثلاث في البوسنة خلال الفترة العثمانية وذلك (بناءً على الدين).
غزا القوط الناطقون باللغة الجرمانية دالماتيا الرومانية في القرن الخامس وتبعهم الآلان (الذين يتحدثون لغة إيرانية) ومرت القبائل اللومباردية الجرمانية والهون التركية والآفار البانيونية عبر البوسنة الحالية وتركوا آثارًا لغوية وأثرية قليلة واستوعبتهم الموجة السلافية اللاحقة.

## البوسنة في العصور الوسطى
استقر السلاف في البوسنة والهرسك والأراضي المحيطة بها والتي كانت جزءًا من الإمبراطورية الرومانية الشرقية في القرن السابع واستقر الصرب والكروات السلافيون في وقت ما بعد الموجة السلافية الأولى وأنشأ الكروات مملكة في شمال غرب كرواتيا، استقر الصرب في جنوب وسط صربيا الحالية قبل التوسع في وادي درينا العلوي في شرق البوسنة وشرق الهرسك المعروف في أواخر العصور الوسطى باسم زاكلوميا (زاهوملي) تأثر الكروات في الغرب بالإمبراطورية الكارولنجية الجرمانية والكنيسة الرومانية الكاثوليكية و كانت كرواتيا مرتبطة ارتباطًا وثيقًا بالمجر، ثم بالنمسا حتى القرن العشرين أصبح الصرب في الشرق تحت الحكم البيزنطي الدوري واعتنقوا المسيحية الأرثوذكسية الشرقية واستوعبوا الثقافة البيزنطية وبعد قرون من حكم كرواتيا والإمارات الصربية والإمبراطورية البيزنطية ازدهرت مملكة بوسنية في وسط البوسنة بين القرنين الثاني عشر والخامس عشر.

تمت مناقشة العرق في البوسنة في العصور الوسطى منذ النصف الثاني من القرن التاسع عشر تختلف المجموعات العرقية البوسنية الثلاث وتتأثر وجهات نظرها بالقومية كتب نويل مالكولم، رئيس مجلس أمناء معهد البوسنة في كتابه "البوسنة: تاريخ موجز":
فيما يتعلق بسؤال ما إذا كان سكان البوسنة كرواتًا حقًا أم صربًا في عام 1180 فلا يمكن الإجابة عليه لسببين: أولاً لأننا نفتقر إلى الأدلة وثانيًا لأن السؤال نفسه لا يحمل معنى يمكننا أن نقول أن الغالبية العظمى من أراضي البوسنة احتلتها على الأرجح القبائل الكرواتية - أو على الأقل السلافيون تحت الحكم الكرواتي في القرن السابع، ولكن بعد مرور خمسة قرون تعد هذه تسمية قبلية ليس لها أي معنى يذكر كان البوسنيون بشكل عام أقرب إلى الكروات في تاريخهم الديني والسياسي ولكن تطبيق المفهوم الحديث للهوية الكرواتية (وهو شيء نشأ في القرون الأخيرة على من الدين والتاريخ واللغة) على أي شخص في هذه الفترة سيكون بمثابة مفارقة تاريخية كل ما يمكن قوله بشكل منطقي عن الهوية العرقية للبوسنيين هو أنهم كانوا السلاف الذين عاشوا في البوسنة. 
مزجت مملكة البوسنة بين التأثيرات الثقافية الشرقية والغربية وعلى الرغم من الانتماء الشكلي للكاثوليكية الرومانية، اعتنق ملوك البوسنة عناصر من الثقافة البيزنطية وشكلوا تحالفات مع حكام الدول الكرواتية-الدالماسية والصربية المجاورة وبسبب التضاريس الجبلية للبوسنة وموقعها على الحدود بين الكاثوليكية والأرثوذكسية الشرقية كانت السيطرة من قبل السلطات الكنسية ضعيفة وتم اعتبار أعضاء الكنيسة البوسنية الأصلية المعروفين باسم كرستجاني ("المسيحيين")، كزنادقة من قبل الكنيسة الرومانية الكاثوليكية والأرثوذكسية الشرقية.
في أوجها، ضمت مملكة البوسنة تحت حكم الملك تفرتكو الأول معظم أراضي البوسنة والهرسك الحالية (باستثناء شمال غرب البوسنة) وأجزاء من دالماتيا وغرب صربيا والجبل الأسود و قد أدى الخلاف بين ورثته إلى إضعاف المملكة بعد وفاته ولم تتمكن إمارات البوسنة والصرب في الشرق من منع التوغلات العثمانية التركية في البلقان الغربية واعتبر الغزو التركي الأخير في عام 1463 بمثابة نهاية لبوسنة المستقلة وبداية الحضارة القائمة على الإسلام.

## الحكم العثماني
ناقش المؤرخون كيف ولماذا اعتنق العديد من البوسنيين العرقيين الإسلام حاولت الإمبراطورية العثمانية بعد غزوهم للبوسنة تحويل مواطنيها المسيحيين والوثنيين إلى الإسلام حيث استمر التحول التدريجي للعديد من البوسنيين في العصور الوسطى إلى الإسلام بمعدلات مختلفة اعتمادًا على المنطقة والمجموعة العرقية، وكان التحول أسرع في المناطق الحضرية ومراكز التعليم وإدارة الدولة العثمانية في الريف ووجد التجار أنه من المفيد اعتناق الإسلام لأنهم حصلوا على قدر أكبر من حرية الحركة أكبر وحماية الدولة لبضائعهم واعتنق العديد منهم الإسلام وتم تدريبهم كجنود.
كان اضطرار الأطفال لاعتناق الدين يُعرف بإسم "الدوشيرمة"؛ ومن الأمثلة الملحوظة على ذلك الجندي الصربي البوسني محمد باشا سوكولوفيتش كانت الإمبراطورية العثمانية مركزة على التوسع العسكري بناءً على الدين والحفاظ على السلطة وبحلول ذلك الوقت، كان المسلمون يشكلون الغالبية العظمى من سكان البوسنة.
كان الغزو العثماني للبوسنة مثير للإعجاب لأنه على عكس المناطق الأوروبية الأخرى التي أصبحت تحت السيطرة العثمانية احتفظت البوسنة بوضعها ككيان متميز باعتبارها سنجق ثم كمقاطعة قام العثمانيون بإدخال نظامهم الإقطاعي إلى البوسنة بعد وقت قصير من استيلائهم عليها ومنحت العقارات إلى السباهي مقابل الخدمة العسكرية وفي بداية العهد العثماني، كانت هذه الأراضي تُمنح عادة للمسلمين وكانت ايضًا محصورة للمسلمين فيما بعد وأصبح منح الأراضي عادة وراثية تدريجياً وبحلول نهاية الفترة العثمانية كان معظم ملاك الأراضي البوسنيين مسلمين وكان معظم المسيحيين فلاحين أو عبيد.
وربما كان السبب الرئيسي لانتشار الإسلام في المنطقة هو ضعف حضور الكنيسة البوسنية في ذلك الوقت حيث ساهم التنافس القديم بين الكنيستين الكاثوليكية والبوسنية (ومع الكنيسة الأرثوذكسية في بعض المناطق) في البنية الدينية غير المنظمة في معظم أنحاء المنطقة و بالنسبة للعديد من البوشناق كان الدين مزيجًا من التقاليد والخرافات كان لدى جيرانهم مؤسسات دينية منظمة وممولة جيدًا وكان من السهل نسبيًا على البوسنيين التحول من المسيحية إلى الإسلام المنطقة الأوروبية الوحيدة الأخرى الخاضعة للسيطرة العثمانية والتي اعتنق فيها قطاع كبير من السكان الإسلام كانت ألبانيا، وهي أيضًا موطن للطوائف المسيحية المتنافسة وكانت الضرائب المفروضة على المسلمين (والفلاش الأرثوذكس) أقل من الضرائب المفروضة على الرايات الأخرى وذلك على الرغم من محاولة الخط الهمايوني في القضاء على عدم المساواة هذا.
نمت المراكز الحضرية وكانت الغالبية العظمى منها مسلمة وكانت المدن التي تأسست في ذلك الوقت مثل سراييفو وموستار ذات طابع إسلامي وكانت تتمتع بمستويات معيشية متقدمة حيث كان بإمكان العبيد الذين اعتنقوا الإسلام تقديم طلب للحصول على حريتهم كما اعتنق العديد من المسيحيين الذين تم استعبادهم خلال الحروب مع هابسبورغ النمسا والمجر وجمهورية البندقية الإسلام لتأمين إطلاق سراحهم استقر العديد من الذين دخلوا حديثُا في الإسلام والذي تم تحريرهم من العبودية حديثًا في المدن النامية وساهموا في تنميتها.
كان التمييز الأساسي الذي يواجهه غير المسلمين قانونيًا حيث لم يُسمح للمسيحيين واليهود برفع دعاوي قضائية أو الشهادة ضد المسلمين في المحكمة على الرغم من أن رعايا السلطان المسيحيين واليهود دفعوا ضريبة الرأس (التي كان المسلمون معفيين منها)، إلا أن المسلمين دفعوا الزكاة الدينية وتبرع الكاثوليك للكنيسة على أساس طوعي وتم جمع الأولاد من الأراضي العثمانية وإرسالهم إلى اسطنبول لاعتناق الإسلام وتدريبهم على الإنكشارية تحت نظام دوشيرمة.
جلب القرن السابع عشر هزائم عسكرية على الحدود الغربية للإمبراطورية العثمانية ومع وقوع حروب كبرى كل بضعة عقود، كانت البوسنة منهكة اقتصاديًا وعسكريًا وكان الصراع الأكثر أهمية هو الحرب التركية الكبرى في بدايتها في منتصف ثمانينيات القرن السابع عشر، غزا آل هابسبورغ كل المجر العثمانية تقريبًا وأرسلوا عشرات الآلاف من اللاجئين المسلمين إلى البوسنة حدث تدفق مماثل مع غزو هابسبورغ لليكا وسلوفينيا حيث فر آلاف المسلمين شرقًا إلى البوسنة وتم اجبار من بقي منهم على اعتناق الكاثوليكية [بحاجة لمصدر] تم طرد ما يقدر بنحو مئة ألف مسلم أو أكثر من المناطق الحدودية واستقروا في البوسنة خلال هذا الوقت واظهر الكثيرون منهم الكراهية ضد الديانة المسيحية.
استمرت الكوارث العسكرية العثمانية إلى العقد التالي و في عام 1697 قام الأمير هابسبورغ يوجين من سافوا بغارة على الحدود أدت إلى حرق سراييفو وانتهت الحرب أخيرًا بموجب معاهدة كارلوفجة في عام 1699 ومع ذلك، في أواخر العقد الأول من القرن الثامن عشر اندلعت حرب أخرى بين العثمانيين وتحالف هابسبورغ-البندقية وانتهت بمعاهدة باساروفجا عام 1718 بعد فرار موجة أخرى من اللاجئين المسلمين إلى البوسنة.
أدت الحروب وزيادة العبء الضريبي إلى حدوث اضطرابات بين البوشناق مما أدى إلى ظهور التمرد في الهرسك في الأعوام 1727 و1728 و1729 و1732 وفي عام 1736 خرق آل هابسبورغ معاهدة باساروفجا وعبروا نهر سافا ونظم النبلاء البوسنيون المحليون دفاعًا وهجومًا مضادًا بشكل مستقل عن السلطات الإمبراطورية غير الفعالة وفي 4 أغسطس في معركة بانيا لوكا، هزمت القوات البوسنية التي فاق عددها جيش هابسبورغ وأعادتهم إلى سلوفينيا لكن ساهم مرض الطاعون العظيم عام 1738 (الذي قتل عشرات الآلاف) في الفوضى.
قامت السلطات العثمانية بتصنيف رعايا الإمبراطورية تقليديًا ليس حسب الجنسية بل حسب الدين و خلال القرن التاسع عشر بدأ الوعي الوطني يتزايد بين السلاف الجنوبيين وفقًا لبعض المؤرخين بدأ البوسنيون الكاثوليكيين يفكرون بشكل متزايد في أنفسهم على أنهم كروات والبوسنيين الأرثوذكس على أنهم صرب، ظهر الوعي الوطني الإسلامي البوسني لأول مرة في أواخر القرن التاسع عشر وأوائل القرن العشرين حيث بدأ القوميون البوسنيون الأوائل في التأكيد على هوية وطنية متميزة عن جيرانهم الأرثوذكس والكاثوليك وغيرهم من السكان المسلمين في الإمبراطورية.

## القومية
تم احتلال البوسنة والهرسك وإدارتها من قبل النمسا والمجر في عام 1878 مما أدى إلى مغادرة عدد من البوشناق المنطقة ووفقًا للسجلات النمساوية المجرية هاجر 56,000 شخص (معظمهم من البوشناق) بين عامي 1883 و1920 وربما يكون عدد المهاجرين البوسنيين أكبر من ذلك لأن السجل الرسمي لا يعكس الهجرة قبل عام 1883 ولا يشمل أولئك الذين غادروا دون تصاريح وربما فر معظم المهاجرين خوفًا من الانتقام بعد أعمال العنف الطائفي في انتفاضة 1875-1878 حيث غادر العديد من صرب الهرسك إلى الولايات المتحدة خلال تلك الفترة ويعتقد أحد الجغرافيين أن هناك 350 ألف بوسني في تركيا على الرغم من أن هذا الرقم يشمل أحفاد السلاف الجنوبيين المسلمين الذين هاجروا من منطقة السنجق خلال (وبعد) حرب البلقان الأولى وبعد نهاية الحرب العالمية الأولى حدثت موجة أخرى من هجرة البوشناق عندما أصبحت البوسنة والهرسك جزءًا من مملكة يوغوسلافيا.
كان البوشناق الحضريين فخورون بشكل خاص بثقافتهم العالمية خاصة في العاصمة البوسنية سراييفو حيث كانت موطنًا للمجتمعات البوسنية والصربية والكرواتية واليهودية المزدهرة بعد الحرب العالمية الثانية وبعد عام 1945 أصبحت سراييفو واحدة من أكثر المدن اختلاطًا عرقيًا في يوغوسلافيا السابقة.
ومع ولادة الحركة الإيليرية، تجمع المثقفون البوسنيون حول مجلة البوسنة في ستينيات القرن التاسع عشر (التي روجت لفكرة الأمة البوشناقية) وكان والد الشاعر البوسني Safvet-beg Bašagić عضوًا في هذه المجموعة وظلت المجموعة البوشناقية نشطة لعدة عقود مع استمرارية الأفكار واستخدام الاسم البوسني القديم ومن عام 1891 إلى عام 1910 نشروا مجلة البوشناق ومع بداية القرن العشرين كانت المجموعة قد انقرضت تقريبًا بسبب موت أبرز أعضائها أو اعتناقهم الهوية الكرواتية.
فرضت إدارة بنيامين كالاي، الحاكم النمساوي المجري للبوسنة والهرسك فكرة الأمة البوسنية (البوشناق) التي ستشمل الكاثوليك والأرثوذكس والمسلمين وقد عارض الكروات والصرب وعدد من المسلمين الفكرة بشدة.
كانت المنظمة الوطنية الإسلامية (MNO) وهي حزب سياسي تأسس عام 1906 معارضة للنظام وروجت المسلمين على أنهم منفصلون عن الصرب والكروات وعلى الرغم من أن مجموعة من المسلمين الكروات شكلوا "الحزب التقدمي الإسلامي" إلا أنه لم يتلق سوى القليل من الدعم الشعبي وسرعان ما تلاشى.
أشار أول دستور للبوسنة والهرسك في عام 1910 إلى الصرب والكروات والمسلمين ب “الشعوب الأصلية" [بحاجة لمصدر] و في الانتخابات التي عقدت بعد ذلك بوقت قصير، حصلت منظمة الصرب الوطنية (MNO) ومجتمع الكروات الوطني (HNZ) على دعم بالإجماع تقريبًا في اقتراعات منفصلة [بحاجة لمصدر] وشكل أعضاؤها برلمانًا على الرغم من أنه لم يكن يتمتع بسلطة تذكر في مقاطعة النمسا المجرية للبوسنة والهرسك.

## القرن العشرين
بعد الحرب العالمية الأولى أصبحت البوسنة والهرسك جزءًا من مملكة يوغوسلافيا حيث سعت الملكية الصربية وهي أحد المنتصرين في الحرب إلى تشكيل تحالف بين الكروات والسلوفينيين وقامت منظمة الصرب الوطنية (MNO) بإعادة تشكيل نفسها كمنظمة المسلمين اليوغوسلاف (JMO) وتخلت عن السعي وراء الهوية الوطنية الإسلامية وركزت على حماية مصالح المسلمين من خلال التحالفات مع الأحزاب الأخرى وأحيانًا مع الأحزاب الصربية مثل حزب الشعب الراديكالي بزعامة نيكولا باشيتش والحزب الراديكالي الصربي بزعامة ميلان ستويادينوفيتش.
تم الاعتراف فقط بالصرب والكروات والسلوفينيين كمجموعات عرقية في عام 1921 وترك العديد من البوشناق حقل العرق فارغًا وكانت هذه الظاهرة موضوع نقاش بين العلماء والسياسيين لسنوات حيث قال البعض إن أولئك الذين لم يعلنوا عن انتمائهم العرقي هم من نسل الأتراك ويجب طردهم ولكن بفضل تأثير منظمة المسلمين اليوغسلاف (JMO) أصبحت حوادث القمع ضد البوشناق معزولة.
بعد ذلك، اعترفت عدد من الأحزاب المعارضة بالمسلمين كأمة منفصلة وذلك وفقًا لوثيقة تعود إلى ثلاثينيات القرن العشرين وكان من بينهم الحزب الشيوعي اليوغوسلافي [بحاجة لمصدر كامل] انضم العديد من مسلمي البوسنة إلى الحزب وأصبحوا مناصرين وأصبح عدد منهم قادة وقادة سياسيين.
خلال الحرب العالمية الثانية حاولت السلطات في الدولة الكرواتية المستقلة والتي كانت عميلة للنازية التحالف مع البوشناق (الذين اعتبرتهم الكروات المسلمين) ضد الصرب وتم تحويل قاعة الفنون في زغرب التي صممها Ivan Meštrović إلى مسجد.
يعتبر إعلان مجلس الدولة المناهض للفاشية والتحرير الوطني للبوسنة والهرسك (ZAVNOBiH) والذي يحمل تقريبًا نفس الصيغة النصية لدستور عام 1910 الذي أصدرته الحكومة الحزبية في 25 نوفمبر 1943 ويُعتبر الأساس الدستوري للبوسنة الحالية والهرسك تم انتهاك هذا الإعلان بمجرد انتهاء الحرب حيث أشار دستور جمهورية يوغوسلافيا الشعبية الفيدرالية (فيما بعد جمهورية يوغوسلافيا الاتحادية الاشتراكية) إلى الصرب والكروات فقط كشعوب أصلية وفي التعداد السكاني اليوغوسلافي عام 1948 أعلن 90% من المسلمين أنهم غير محددي الجنسية وقام العديد منهم بتسجيل أنفسهم كصرب أو كروات وقد فعلوا ذلك بسبب الضغوط الاجتماعية والاقتصادية و عندما أصبح خيار "الجنسية اليوغوسلافية غير المعلنة" متاحًا في عام 1953 سجل حوالي  900,000شخص بهذا الخيار.
ضعف التفوق الصربي في قيادة الشيوعيين البوسنيين وظهرت الفرصة لإنشاء هوية وطنية جديدة وفي التعداد السكاني ليوغوسلافيا عام 1961 ظهر الخيار العرقي الإسلامي لأول مرة وبحلول عام 1963 تم إدراج المسلمين مع الصرب والكروات في الدستور البوسني وفي عام 1968 كانت كلمة "مسلم" تشير إلى الهوية العرقية (وليست الدينية) وعلى الرغم من أن القرار نوقش من قبل المسؤولين الشيوعيين إلا أن الهوية الوطنية البوسنية استمرت في التطور حتى الحروب اليوغوسلافية حيث كان هناك نهجان: القومية الإسلامية (بدعم من Hamdija Pozderac) والإحياء الديني الإسلامي بدعم من Alija Izetbegović ويمكن رؤية آثار كلا المفهومين لتحديد ما يشكل مسلمًا بوسنيًا (والتي تصادمت أحيانًا) حتى يومنا هذا.
في سبتمبر 1993 أعاد مؤتمر المثقفين البوشناق (بالبوسنية: Drugi bošnjački sabor) تقديم الاسم العرقي التاريخي للبوشناق وذلك على الرغم من اعتراض الصرب والكروات على الاسم باعتباره حيلة لتصويرهم كأجانب بوسنيين إلا أن المصطلح القديم يعني "البوسنيين" وكان يستخدم في السابق للإشارة إلى جميع سكان البوسنة (بغض النظر عن الدين) ووفقًا للبوشناق، فإن البوشناق هو المصطلح التاريخي لأمتهم وإذا أرادوا احتكار التاريخ البوسني كان بإمكانهم استخدام مصطلح "البوسنيين" [بحاجة لمصدر] تم استخدام هذا الاسم خارج البوسنة منذ التسعينيات للسكان المسلمين السلافيين في جمهوريات يوغوسلافيا السابقة الأخرى مثل صربيا وشمال مقدونيا وهو ما يؤكد على التمييز بين البوسنيين البوشناق والذي يطابق التمييز بين الصرب-الصربيين والكروات-الكرواتيين بين العرق والإقامة.